# 多子漿果莧
多子漿果莧（学名：Deeringia polysperma）为莧科漿果莧屬下的一个种。